# Argentinski park, Ljubljana
Argentinski park (v obdobju socializma Leninov park), zatem park Ajdovščina do leta 1995, nato Argentinski park, zdaj deloma Park slovenske reformacije, je eden izmed parkov v Ljubljani.

## Arhitektura
Park je zasnoval arhitekt Danilo Fürst. Osnovni namen parka je bilo popestriti pusto, sivo mestno področje z zeleno površino in hkrati prekriti streho podzemne garažne hiše. Urejen je bil po drugi svetovni vojni na mestu, kjer so porušili nekaj starih hiš. Na južni strani ga omejujejo Dukičevi bloki zgrajeni 1936 (arhitekt Jože Sivec), današnja gostilna Figovec stoji na vogalu parka na Gosposvetski 1 (staro gostilno, ki je stala nekoliko stran od današnje, so podrli leta 1951), na severozahodu stoji Evangeličanska cerkev. Park omejujeta tudi Župančičeva in Štefanova ulica.
V parku je več stoletnih dreves. Zanimiva je platana v bližini cerkve, v parku pa rastejo tudi kostanj, jesen, javor, cigarar, gledičje in tulipanovec. To drevje je ostanek zasaditve med vojnama zgrajenih stanovanjskih blokov. Divji kostanj in platana sta z odlokom zaščitena kot spomenik oblikovane narave in naravni spomenik.
V parku je tudi otroško igrišče. Skozenj sta diagonalno speljani dve poti, ki povezujeta Ajdovščino s Tivolijem. Ob Štefanovi stoji spomenik Ilegalca, postavljen leta 1952 in je delo Frančiška Smerduja.

## Sprememba imena
Sredi 90. let sta komaj nastala država Slovenija in Argentina sklenili okrepiti prijateljske vezi. Argentinci so eno izmed buenosaireških ulic poimenovali po Sloveniji in ji podarili San Martínov kip. Slovenija ga je nameravala postaviti v takratnem ljubljanskem parku na Ajdovščini, ki so ga nalašč za to priložnost preimenovali v Argentinski park. V javnosti se je vnela burna razprava, ali kip do takrat na Slovenskem skoraj povsem neznanega generala sodi tja, na kakšno drugo mesto, ali pa morebiti sploh ne sodi v Ljubljano. Spore so končale šele argentinske oblasti, ki so razočarane nad odnosom do njihovega narodnega junaka zahtevale kip (ki je medtem že prispel v Slovenijo) nazaj, češ »da namen darila ni bilo razdvajanje«.

## Nova sprememba imena
Z Odlokom o določitvi imen ulic in ukinitvi imena ene ulice na območju Mestne občine Ljubljana, Ur. l. RS št. 118/2000 je MOL del parka ponovno preimenovala in sicer: "V Park slovenske reformacije se preimenuje del Argentinskega parka med Župančičevo ulico, Argentinskim parkom in Puharjevo ulico".
V bližini Evangeličanske cerkve od leta 2010 stoji skulptura akademskega kiparja Luja Vodopivca v spomin slovenskim protestantskim piscem 16. stoletja..